# Sigrid Metken
Sigrid Metken (* 4. September 1928 in München; † 23. Dezember 2016 in Gröbenzell) war eine deutsche Ethnologin, Volkskundlerin, Ausstellungskuratorin und Kunstpublizistin.

## Leben und Wirken
Metken wurde als Sigrid Mayer geboren. Sie studierte von 1949 bis 1955 an der Universität München Germanistik, Geschichte und Volkskunde und wurde 1957 bei Hans Heinrich Borcherdt über das Thema Passionsspieltradition im Allgäu promoviert.
Als Sammlerin beschäftigte sie sich vor allem mit populären, französischen Drucken und Druckgrafiken (Imagerie populaire), wie zum Beispiel Postkarten, Andachtsbildchen und Trauerdrucksachen, und veröffentlichte dazu Kataloge, Bücher und Aufsätze und kuratierte Ausstellungen.
Sie lebte mit ihrem Mann, dem Kunsthistoriker und Reiseschriftsteller Günter Metken, seit 1955 in Paris und berichtete für zahlreiche Zeitungen, Zeitschriften sowie Rundfunkanstalten und schrieb Beiträge für die deutsche Fachliteratur. 1975 erhielt das Ehepaar von der Menil Foundation in Houston/Texas, zusammen mit Werner Spies, den Auftrag, ein mehrbändiges Werkverzeichnis von Max Ernst zu erarbeiten.
Während eines gemeinsamen Aufenthalts 2000 in Libyen starb ihr Mann in Tripolis an den Folgen eines Autounfalls.
Sigrid Metken lebte und arbeitete bis zum Ableben ihres Mannes in Paris, danach in Gröbenzell bei München, wo sie im Dezember 2016 im Alter von 88 Jahren starb.

## Schriften
Ethnologie
- Sankt Nikolaus in Kunst und Volkskunst. Lange, Duisburg 1966.
- Französische Bilderbogen des 19. Jahrhunderts. Sammlung Sigrid Metken, Paris; Staatliche Kunsthalle Baden-Baden und Gesellschaft der Freunde Junger Kunst e. V., 14. April – 28. Mai 1972. Staatliche Kunsthalle, Baden-Baden 1972. (Katalog).
- Geschnittenes Papier. Eine Geschichte des Ausschneidens in Europa von 1500 bis heute. Callwey, München 1978, ISBN 3-7667-0425-7.
- Die letzte Reise. Sterben, Tod und Trauersitten in Oberbayern. (Ausstellung im Münchner Stadtmuseum vom 4. Juli – 9. September 1984). Hrsg. von Sigrid Metken. Hugendubel, München 1984, ISBN 3-88034-247-4.
  - Darin: Sigrid Metken: Zeremonien des Todes: Sterberiten und Trauergepränge in München und Oberbayern. Hugendubel, München 1984, S. 72–95.
- Der Kampf um die Hose. Geschlechterstreit und die Macht im Haus, die Geschichte eines Symbols. Campus-Verlag, Frankfurt/Main, New York. Ed. de la Fondation Maison des Sciences de l’Homme, Paris 1996, ISBN 3-593-35481-0, ISBN 2-7351-0700-0.

Kunstgeschichte
- mit Jacques Le Goff: Fischer-Weltgeschichte, Band 11: Das Hochmittelalter. Fischer-Taschenbuch, Frankfurt am Main, 1965
- Chronik von Schlettstadt. Zuletzt 4. Aufl. Schnell und Steiner, München, Zürich 1975.